# Giải bóng đá hạng nhì quốc gia Cộng hòa Síp 1969–70
Giải bóng đá hạng nhì quốc gia Cộng hòa Síp 1969–70 là mùa giải thứ 15 của bóng đá hạng nhì Cộng hòa Síp. Digenis Akritas Morphou FC giành danh hiệu đầu tiên.

## Thể thức thi đấu
Có 17 đội tham gia Giải bóng đá hạng nhì quốc gia Cộng hòa Síp 1969–70. Tất cả các đội đều thi đấu 2 trận, một trân sân nhà và một trận sân khách. Đội nhiều điểm nhất sẽ lên ngôi vô địch. Đội đầu bảng thăng hạng Giải bóng đá hạng nhất quốc gia Cộng hòa Síp 1970–71. Bốn đội cuối bảng xuống hạng Giải bóng đá hạng ba quốc gia Cộng hòa Síp 1970–71.

### Hệ thống điểm
Các đội bóng nhận 3 điểm cho một trận thắng, 2 điểm cho một trận hòa và 1 điểm cho một trận thua.

## Thay đổi so với mùa giải trước
Các đội thăng hạng Giải bóng đá hạng nhất quốc gia Cộng hòa Síp 1969–70
- Enosis Neon Paralimni FC

Đội được chấp thuận làm thành viên trong CFA
- Apollon Athienou
- LALL Lysi
- Chalkanoras Idaliou

Các đội xuống hạng từ Giải bóng đá hạng nhất quốc gia Cộng hòa Síp 1969–70
- Evagoras Paphos

Hơn nữa, Keravnos Strovolou FC trở lại sau một mùa giải không góp mặt. Ngoài ra, Ethnikos Asteras Limassol và Ethnikos Achna FC có tham dự giải nhưng sau vài trận đã bị đuổi khỏi giải.

## Bảng xếp hạng
| Vị thứ | Đội                                 | St. | T. | H. | B. | BT. | BB. | BT.  | Đ. | Ghi chú                                                                  |
| ------ | ----------------------------------- | --- | -- | -- | -- | --- | --- | ---- | -- | ------------------------------------------------------------------------ |
| 1.     | Digenis Akritas Morphou FC          | 32  |    |    |    | 109 | 13  | 96   | 94 | Vô địch-thăng hạng Giải bóng đá hạng nhất quốc gia Cộng hòa Síp 1970–71. |
| 2.     | Enosis Panelliniou-Antaeus Limassol | 32  |    |    |    | 82  | 35  | 42   | 88 |                                                                          |
| 3.     | Evagoras Paphos                     | 32  |    |    |    | 82  | 27  | 55   | 86 |                                                                          |
| 4.     | Othellos Athienou FC                | 32  |    |    |    | 73  | 29  | 44   | 83 |                                                                          |
| 5.     | APOP Paphos FC                      | 32  |    |    |    | 81  | 37  | 54   | 81 |                                                                          |
| 6.     | PAEEK FC                            | 32  |    |    |    | 75  | 49  | 26   | 78 |                                                                          |
| 7.     | AEK Ammochostos                     | 32  |    |    |    | 80  | 40  | 40   | 76 |                                                                          |
| 8.     | Arion Lemesou                       | 32  |    |    |    | 78  | 40  | 38   | 75 |                                                                          |
| 9.     | Orfeas Nicosia                      | 32  |    |    |    | 90  | 59  | 31   | 73 |                                                                          |
| 10.    | Chalkanoras Idaliou                 | 32  |    |    |    | 69  | 54  | 15   | 65 |                                                                          |
| 11.    | AEM Morphou                         | 32  |    |    |    | 38  | 68  | -30  | 61 |                                                                          |
| 12.    | ENAD Ayiou Dometiou FC              | 32  |    |    |    | 49  | 63  | -14  | 60 |                                                                          |
| 13.    | LALL Lysi                           | 32  |    |    |    | 45  | 54  | -9   | 58 |                                                                          |
| 14.    | Achilleas Kaimakli FC               | 32  |    |    |    | 40  | 76  | -36  | 57 | Xuống hạng Giải bóng đá hạng ba quốc gia Cộng hòa Síp 1970–71.           |
| 15.    | Keravnos Strovolou FC               | 32  |    |    |    | 35  | 82  | -47  | 51 | Xuống hạng Giải bóng đá hạng ba quốc gia Cộng hòa Síp 1970–71.           |
| 16.    | Apollon Athienou                    | 32  |    |    |    | 24  | 102 | -78  | 50 | Xuống hạng Giải bóng đá hạng ba quốc gia Cộng hòa Síp 1970–71.           |
| 17.    | Anagennisi Larnacas                 | 32  |    |    |    | 28  | 139 | -111 | 47 | Xuống hạng Giải bóng đá hạng ba quốc gia Cộng hòa Síp 1970–71.           |

Hệ thống điểm: Thắng=3 điểm, Hòa=2 điểm, Thua=1 điểm